# تسلا (وحدة)
تسلا (بالإنجليزية: Tesla)‏ هي وحدة قياس المجال المغناطيسي الذي كان يسمى سابقا الحث الكهرومغناطيسي وتعتبر إحدى وحدات النظام الدولي. واختير هذا الاسم تكريما للعالم نيكولا تسلا، وتساوي التسلا الواحدة 1 ويبر لكل متر مربع . وكذلك تساوي التسلا 10.000 جاوس (وحدة) وهي وحدة أصغر منها.
{\displaystyle \mathrm {1\,T=1\,{\frac {V\cdot s}{m^{2}}}=1\,{\frac {N}{A\cdot m}}=1\,{\frac {Wb}{m^{2}}}=1\,{\frac {kg}{A\cdot s^{2}}}=1\,{\frac {kg}{C\cdot s}}} }
- A = أمبير
- C = كولوم
- kg = كيلوغرام
- m = متر
- N = نيوتن
- s = ثانية
- T = تسلا
- V = فولت
- Wb = ويبر